# Gérard de Clairvaux
Pour les articles homonymes, voir Saint Gérard.
Ne doit pas être confondue avec Gérard de Clairvaux, sixième abbé de Clairvaux de 1170 jusqu'à sa mort en 1177.
Saint Gérard de Clairvaux était le frère aîné de saint Bernard de Clairvaux. Il est mort en 1138 et fêté le 13 juin.
L'église de La Laigne, actuellement en Charente-Maritime, est sous le vocable de saint Gérard de Clairvaux.

## Biographie
Fils de la bienheureuse Aleth de Montbard et de Tescelin le Roux, et frère aîné de saint Bernard, Gérard n'est pas enthousiasmé par l'idée d'entrer dans les ordres. Il a choisi le métier des armes. Blessé lors d'un combat et emmené en captivité, il change d'avis et demande son admission à Cîteaux dès sa libération en 1112. En 1115, il participe à la fondation de Clairvaux avec Étienne Harding et Bernard. Mort en 1138, il a été très regretté par son frère. Il est fêté le 13 juin.

## Vie religieuse
Il faut recueillir ses dernières paroles « Seigneur, vous savez que j'ai toujours souhaité le repos pour veiller à mon âme et m'occuper de vous. Mais j'ai toujours été pris dans les affaires par votre amour et par mon zèle d'obéissance, surtout par ma tendresse pour mon abbé et frère". Dans la nuit qui précéda sa fin, il chanta allègrement le psaume 148, Laudate Dominum de caelis. Bernard étant arrivé, il dit "Père, entre vos mains je remets mon esprit" (Luc., 23, 46). Il répétait ces mots, disant : " Père, père." Et, se tournant vers le Père abbé : « Comme Dieu est bon, d'être père des hommes! Quelle gloire pour les hommes d'être les fils de Dieu, ses héritiers! "
Saint Bernard fit l'oraison funèbre de ce frère si dévoué au cours d'une conférence sur le Cantique des Cantiques :
" Vous savez, mes enfants, disait le saint abbé à ses moines, combien juste est ma douleur, combien pitoyable ma blessure. Vous voyez, n'est-ce pas, quel compagnon m'a abandonné dans la voie où je marchais! Quelle énergie au travail, et quelle suavité dans ses manières! Qui donc m'était aussi indispensable? Qui donc avait pour moi autant d'amour? Il était mon frère par le sang, mais par la religion plus fraternellement. Plaignez-moi, je vous en prie, vous qui comprenez cela. J'étais infirme, il me portait; je perdais cœur, il me confortait; j'étais paresseux et négligent, il me stimulait; imprévoyant, oublieux, il était ma mémoire. Pourquoi m'as-tu été arraché, homme uni à mon âme, homme selon mon cœur... Il eût mieux valu pour moi perdre la vie que ta présence, Gérard, toi qui étais l'instigateur zélé de mes études, mon secours vigoureux, mon examinateur prudent. Dis, pourquoi nous sommes-nous tant aimés, pourquoi nous sommes-nous perdus? Dure condition, triste fortune - pour moi du moins, non pour lui ! Il me semble entendre mon frère qui me dit "Est-ce qu'une mère pourra oublier le fils de ses entrailles? Quand bien même elle l'oublierait, moi je ne t'oublierai pas! » (Is., 49, 15.) Oh! non, ce n'est pas le moment! tu sais où je vis, où je languis, où tu m'as laissé! Personne pour me tendre la main! À tout ce qui arrive, je regarde vers Gérard comme j'avais l'habitude - et il n'est pas là. Hélas! alors je gémis, malheureux, comme un homme sans secours. Qui consulter dans le doute? À qui me fier dans les combats? Qui portera le fardeau? Qui éloignera les dangers? Est-ce que partout les yeux de Gèrard n'éclairaient point mes pas? N'est-il pas vrai, Gérard, que tu prenais à cœur plus que moi-même mes soucis, ils t'envahissaient plus familièrement, ils te harcelaient plus âprement? N'est-ce pas, ta parole douce et efficace me retirait très souvent des discours mondains, et me rendait au cher silence? Le Seigneur avait instruit sa langue, en sorte qu'il savait quand il devait parler. Ainsi la prudence de ses réponses, et leur bonne grâce, par-dessus le marché, donnaient satisfaction à ceux de la maison comme à ceux du dehors, et personne presque ne me demandait quand on avait déjà vu Gérard. Il courait aux visiteurs, me servait de bouclier pour qu'ils ne fissent pas irruption dans mon repos. Si, malgré tout, il s'en trouvait qu'il ne pût satisfaire, il me les amenait et congédiait le reste. Ah! l'homme industrieux! Ah! l'ami fidèle! Il ménageait l'amitié sans manquer aux devoirs de charité. Le riche emportait un conseil; le pauvre, une aumône. Il ne cherchait pas son intérêt il se plongeait dans les ennuis pour que j'eusse la paix.
" ... Il n'a pas connu la littérature, mais il a eu le sens qui découvre la lettre, et il a eu l'illuminateur, l'Esprit. Ce n'est pas seulement dans les très grandes circonstances, mais dans les plus petites, qu'il était très grand..."
Bibl. - Acta sanct., 13 juin, t.2, p. 699-702. - L'éloge par saint Bernard, in Cantica, 26, dans P. L., t. 188, col. 903 ; traduction A. Ravelet, dans Œuvres de S. Bernard, t. 3, 1870, p. 91. - Exordium magnum ord. cisterciensis, dans P. L., t. 185 bis, col. 1049. - Elphège Vacandard, Vie de S. Bernard, 1920, t. 1, p. 441 et t. 2, p. 46; et. du même, S. Bernard (coll. La pensée chrétienne), 1903, p. 1 et 203. - R. Aigrain, Les plus belles pages de S. Bernard, 1929, p. 83. - É. Gilson, La théol. mystique de S. Bernard, 1934, p. 190-192. - M.-M. Davy, S. Bernard (coll. Les maîtres de la spiritualité chrét.),t. 1, 1945, p. 491.